# Weggli
Das Weggli (ausgesprochen [ʋɛklɪ], französisch (petit) pain au lait, italienisch panino al latte) ist ein mit Milch zubereitetes Brötchen, das in der ganzen Schweiz verbreitet ist. Weggli haben eine runde Form und sind in der Mitte mit einer tiefen Furche versehen.

## Geschichte

Strassenverkäuferin mit dem Marktruf Anka-weggle Hayss (Heiße Butter-Weggli), Basel 1749

Der Begriff «Weggli» ist ein alemannischer Diminutiv von «Wecke» («Brötchen»), das wiederum vom althochdeutschen Wecki abgeleitet ist. Der früheste historische Beleg für das Weggli stammt aus dem 16. Jahrhundert. Weitere regionale Bezeichnungen sind Michetta, Schwöbli und Milchbrötchen. Es handelte sich bis ins frühe 20. Jahrhundert um ein Luxusprodukt, das sich nur die Reichen leisten konnten. Bis heute ist das Weggli weniger ein Alltagsbrot als ein Leckerbissen, den man sich gelegentlich gönnt.

## Herstellung
Der Weggliteig besteht aus Weissmehl, Milch, Butter, Backhefe, Backmalz, Zucker und Salz, wobei verschiedene Bäckereien ihre eigenen darauf basierenden Rezepturen entwickelt haben. Der Teig wird etwa 30 Minuten gehen gelassen und sodann in runde Teiglinge von etwa 60 g Gewicht geformt. Diese werden nochmals 30 Minuten gehen gelassen. Anschliessend werden sie in der Mitte eingedrückt, wodurch die typische Furche entsteht, mit Eigelb und/oder Milch bestrichen und bei ungefähr 200 °C im Ofen gebacken.

## Konsum
Das Weggli ist vor allem ein Frühstücksgebäck; daneben wird es auch als Sandwich oder als Zwischenmahlzeit verzehrt. Verbreitet ist auch die Kombination mit einem durch das Weggli gesteckten Schoggistängeli.

## Redensarten

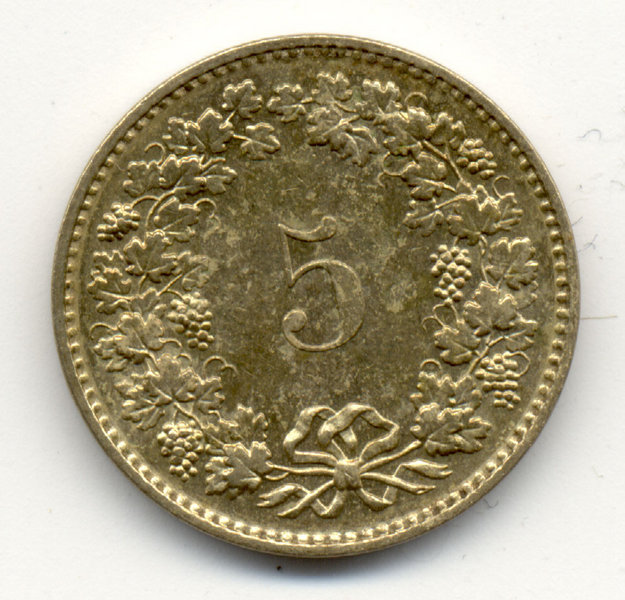
Fünfer (Fünfräppler)

Das Weggli hat auch als Metapher in verschiedene Redensarten Einzug gehalten. So wird ein Produkt, das sich sehr gut verkauft, oft als «geht weg wie warme Weggli» beschrieben. Eine weitere Redensart ist «den Fünfer und das Weggli wollen»: Sie beschreibt eine Situation, in der sich jemand nicht zwischen zwei Alternativen entscheiden kann und eigentlich beide haben möchte.